# Hinterrhein
Hinterrhein (toponimo tedesco; in romancio Valragn) è una frazione di 60 abitanti del comune svizzero di Rheinwald, nella regione Viamala (Canton Grigioni).

## Geografia fisica

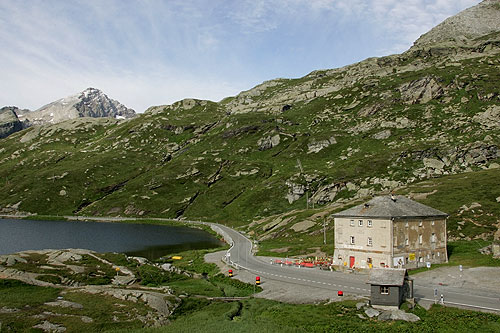
Il passo del San Bernardino

Hinterrhein è situato nell'alta valle del Reno Posteriore (in tedesco Rheinwald), sul versante settentrionale del passo del San Bernardino; il punto più elevato del territorio è la cima dell'Adula (3 402 m s.l.m.), sul confine con Blenio e Vals.

## Storia

### Età medievale
Hinterrhein appartenne fino al XIII secolo alla famiglia De Sacco di Mesocco, signori del Moesano. La prima attestazione della presenza di coloni walser, giunti dalla Val Formazza, risale al 1274, quando due di loro ottennero un contratto di vassallaggio da parte dei De Sacco: Hinterrhein fu il primo insediamento walser nel Canton Grigioni. Nel 1277 Walter IV von Vaz, feudatario del territorio vescovile fino a Splügen, tentò di stringere un contratto di protettorato con i Theutunici di Hinterrhein. Nel 1286 il capitolo di San Vittore affidò Hinterrhein ai coloni come feudo ereditario per un canone annuo di 16 libbre, attraverso un contratto nel quale vengono indicati i luoghi di origine di sedici coloni firmatari: Formazza, Sempione, Briga, Vallemaggia.

### Età moderna e contemporanea
La redenzione dall'infeudazione avvenne solo nel 1773, con il pagamento di 100 lire di Milano. Con la costruzione della strada Bellinzona-Coira (1820) e l'inaugurazione della Ferrovia del Gottardo (1882) venne meno il trasporto delle merci mediante animali da soma, allora principale fonte di reddito per gli abitanti del luogo. Nel 1995 avvenne la definitiva chiusura delle scuole di Hinterrhein.

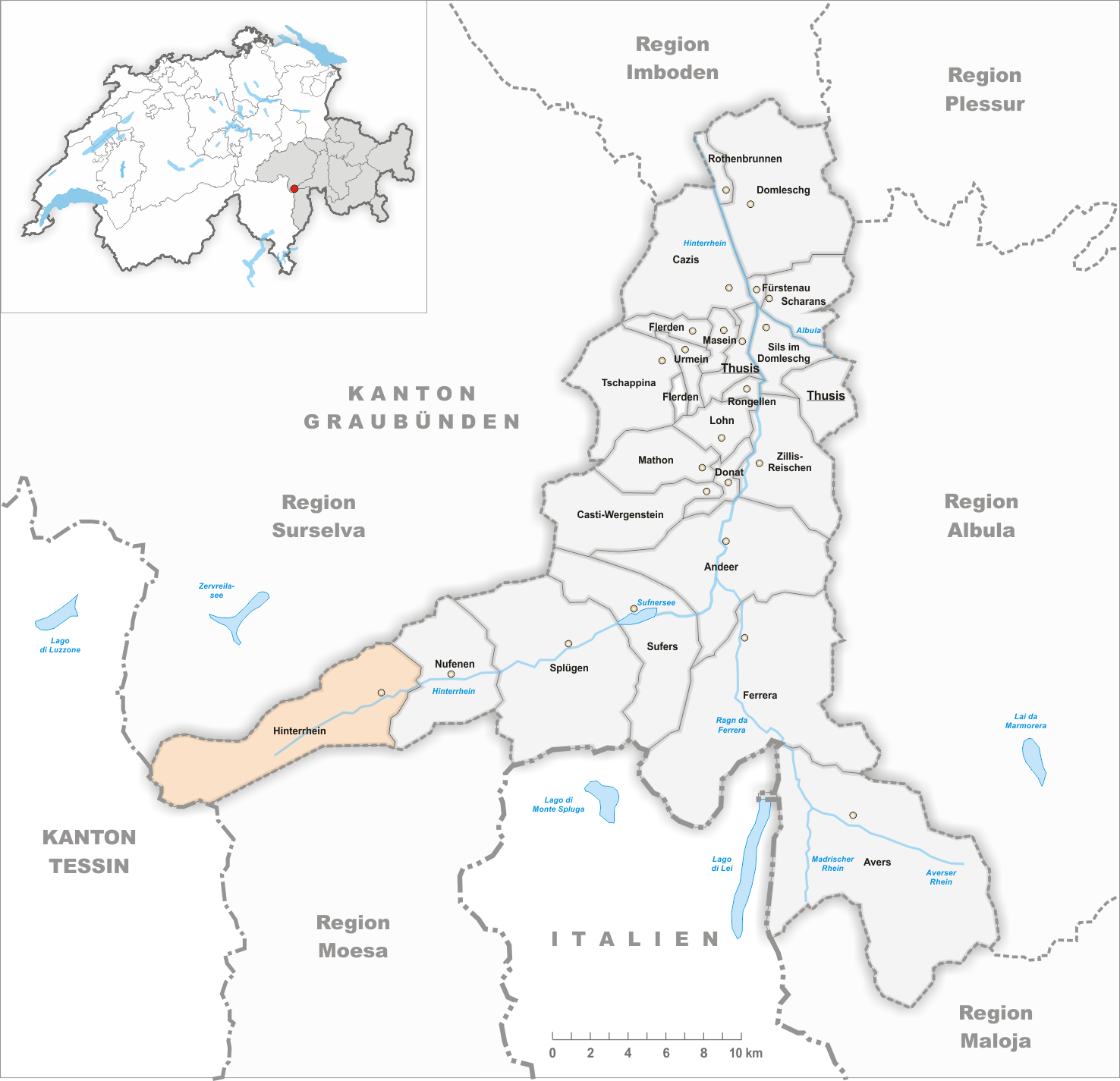
Il territorio del comune di Hinterrhein prima degli accorpamenti comunali del 2019

Dal 1851 fino al 31 dicembre 2018 Hinterrhein è stato un comune autonomo che si estendeva per 48,30 km²; il 1º gennaio 2019 è stato accorpato agli altri comuni soppressi di Nufenen e Splügen per formare il nuovo comune di Rheinwald.

## Monumenti e luoghi d'interesse

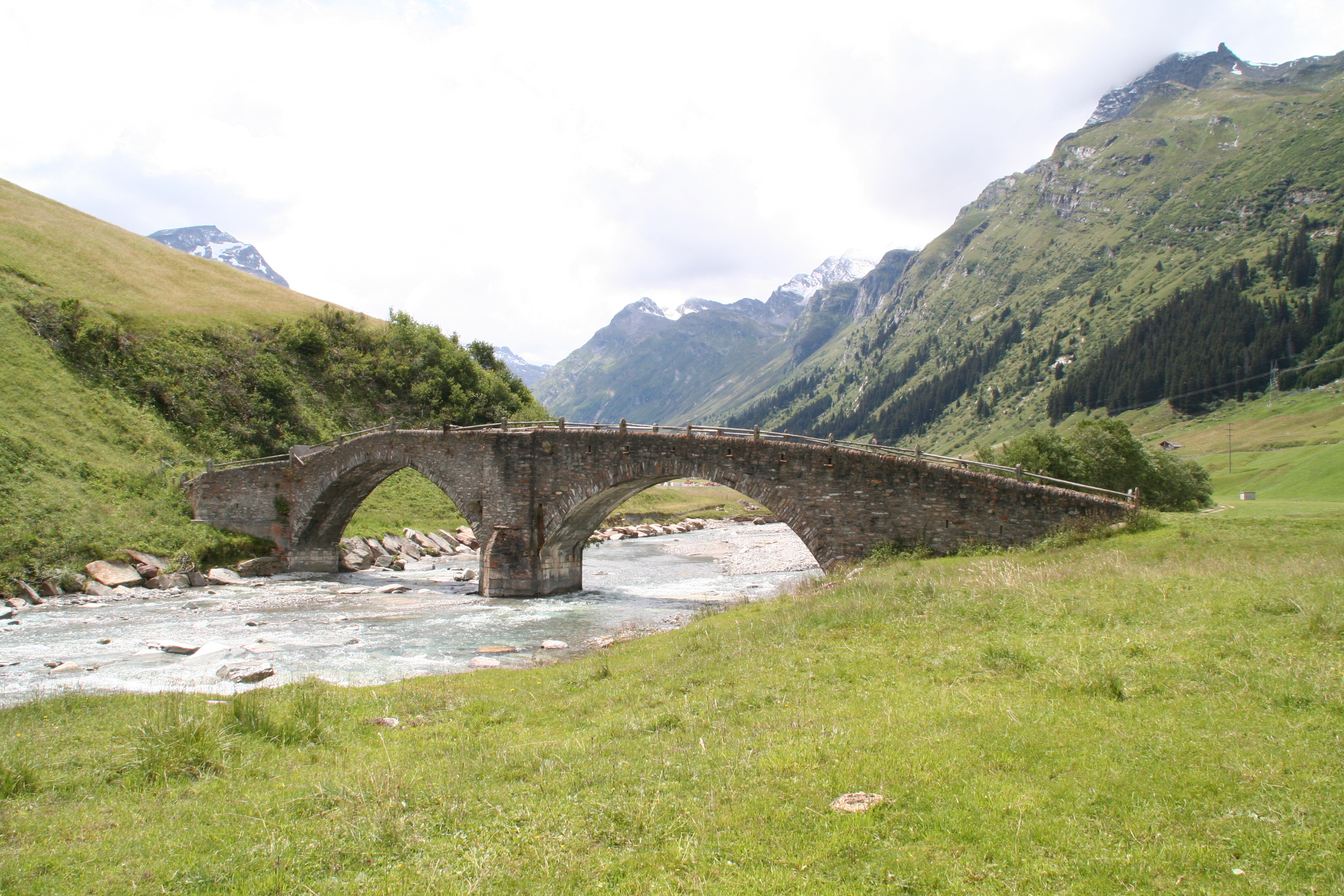
Il ponte Landbrüggä

- Chiesa riformata di Hinterrhein, attestata dal 1219[1];
- Ponte Landbrüggä sul Reno Posteriore lungo la mulattiera per il passo del San Bernardino, costruito nel 1692 da Peter Zurr e ricostruito nel 1696[1].

## Società

### Evoluzione demografica
L'evoluzione demografica è riportata nella seguente tabella:
Abitanti censiti

## Infrastrutture e trasporti

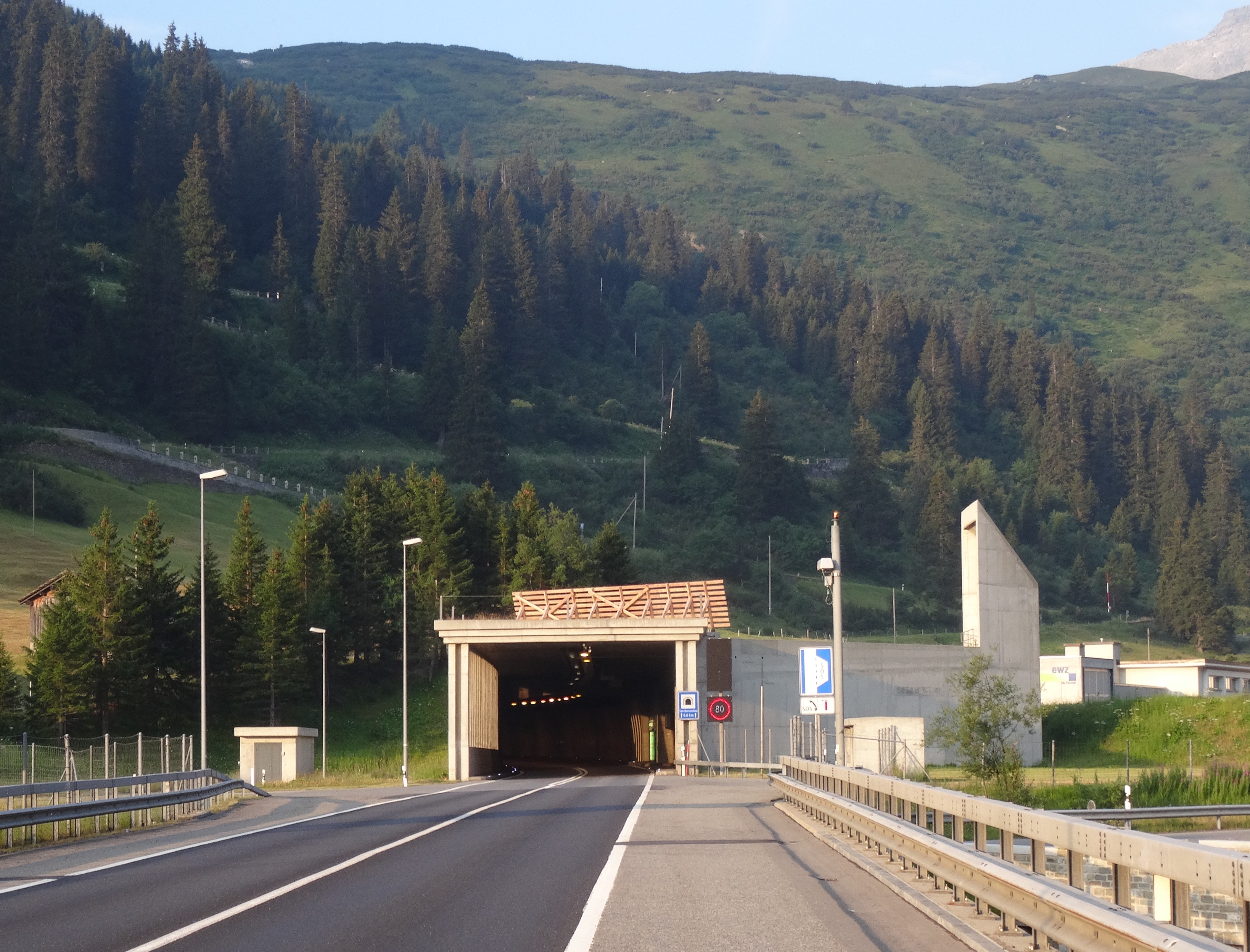
Il portale nord della galleria del San Bernardino

Hinterrhein dista 36 km dalla stazione ferroviaria di Thusis, 61 km da Coira e 55 km da Bellinzona; è servito dalle uscite autostradali di Andeer e Passo del San Bernardino, sulla A13/E43. A Hinterrhein si apre il portale nord della galleria del San Bernardino, costruita tra il 1960 e il 1967.